# Ebony Shine
M/Y Ebony Shine, tidigare Ocean Victory, är en superyacht tillverkad av Feadship i Nederländerna. Hon levererades 2009 till sin dåvarande ägare, ryske oligarken Viktor Rasjnikov. Han ägde den fram till 2016 när Ekvatorialguinea köpte den åt Teodoro Nguema Obiang Mangue, som är son till den sittande presidenten Teodoro Obiang Nguema Mbasogo.. Superyachten designades exteriört av De Voogt Naval Architects medan Alberto Pinto och Studio Laura Sessa designade interiören. Ebony Shine är 75,75 meter lång och har en kapacitet upp till 14 passagerare fördelat på sju hytter. Den har en besättning på 24 besättningsmän.